# 凱斯鎮區 (密歇根州)
凱斯鎮區（英語：Case Township）是位於美國密歇根州普雷斯克艾爾縣的一個行政鎮區。

## 地方資料
凱斯鎮區的面積為176.80平方千米，當中陸地面積為174.50平方千米，而水域面積為2.30平方千米。根據2020年美國人口普查的數據，當地共有人口819人，而人口密度為每平方千米4.63人。